# Kaiserpfalz (Kaiserslautern)
Die zur Ruine gewordene Kaiserpfalz von Kaiserslautern, im Volksmund auch Barbarossaburg oder Burg Kaiserslautern genannt, ist eine durch Kaiser Friedrich Barbarossa im 12. Jahrhundert als Königspfalz erbaute Wehr- und Verwaltungsburg in der westpfälzischen Stadt Kaiserslautern (heute Rheinland-Pfalz).

## Geographische Lage
Die Reste der Anlage liegen auf 232 m ü. NHN am nach Süden geneigten Hang des Rittersbergs im Stadtzentrum von Kaiserslautern direkt an der Burgstraße unterhalb der Stelle, wo sich heute das neue Rathaus befindet. Im 12. Jahrhundert war dort noch ein von der Lauter umflossenes Felsplateau.

## Geschichte

### Zeit bis zur Pfalzerrichtung
Ausgrabungen auf dem Hügel, die 1991/1992 stattfanden, förderten ein Gräberfeld mit bandkeramischen Fundstücken aus dem 6. Jahrtausend v. Chr. zutage. Hierbei handelt es sich um den frühesten Nachweis von Besiedlung auf dem Gelände der Burg.
Im Jahr 830 ist der Ort als karolingische villa luthra bezeugt. Es wird jedoch vermutet, dass die Hofanlage bereits im 7. Jahrhundert an derselben Stelle stand. Ursprünglich lag dort noch eine Nekropole mit 188 nachgewiesenen Gräbern auf einer Fläche von 1400 m².
Der Hof kam 985 an die Salier und wurde 1114 noch als curtis (lat. für Hof) bezeichnet. Eine im 10. Jahrhundert, in spätsalischer Zeit, errichtete 1,40 m starke Wehrmauer entlang der östlichen und südlichen Begrenzung konnte nachgewiesen werden. Angesichts des überlieferten und heute noch gebräuchlichen Namens Rittersberg dürfte die burgähnliche Ansiedlung von niederadeligen Ministerialen verwaltet worden sein.

### 12. bis 14. Jahrhundert
Neu errichtet als mächtige Pfalz wurde die Anlage von 1152 bis 1158 durch Kaiser Friedrich Barbarossa. Rahewin bezeichnet sie als ein domus regalis (lateinisch königliches Haus). 1162 setzte er Gotfried von Lutra, der später zum Stammvater der Ritter von Hohenecken wurde, als Burgverwalter ein. In der Folgezeit wurde die Pfalz regelmäßig von Herrschern besucht, so von Barbarossa mit seinem Sohn Heinrich VI. im Jahr 1184. In den Jahren 1214, 1215, 1217 und 1234 weilte hier Barbarossas Enkel, der 1220 als Friedrich II. Kaiser wurde. Er ließ 1215 die Anlage umgestalten und hielt dort 1234 einen Hoftag ab. Die in dieser Ära spielende erste Episode der Sage vom Hecht im Kaiserwoog ist historisch nicht verbürgt.
Der englische König Richard heiratete 1269 in der dem hl. Nikolaus geweihten Doppelkapelle der Burg seine Braut Beatrix von Valkenburg. Im Jahr 1305 wurden als königliche Burgmannen zu Lautern 13 Adelige eingesetzt, darunter auch die Grafen von Zweibrücken-Bitsch. Die Anlage kam 1322 an Johann den Blinden, 1332 an dessen Sohn, den Erzbischof Balduin von Trier, und wurde zuletzt 1357 an die Kurpfalz verpfändet. Daraufhin waren kurpfälzische Oberamtsleute auf der Burg eingesetzt. Weitere Baumaßnahmen wurden wohl im Jahre 1367 durchgeführt, als Kurfürst Ruprecht I. Zolleinnahmen zum Ausbau der Burg verwenden durfte.

### 16. bis 19. Jahrhundert

Südansicht von Kaiserpfalz (links) und Schloss 1740

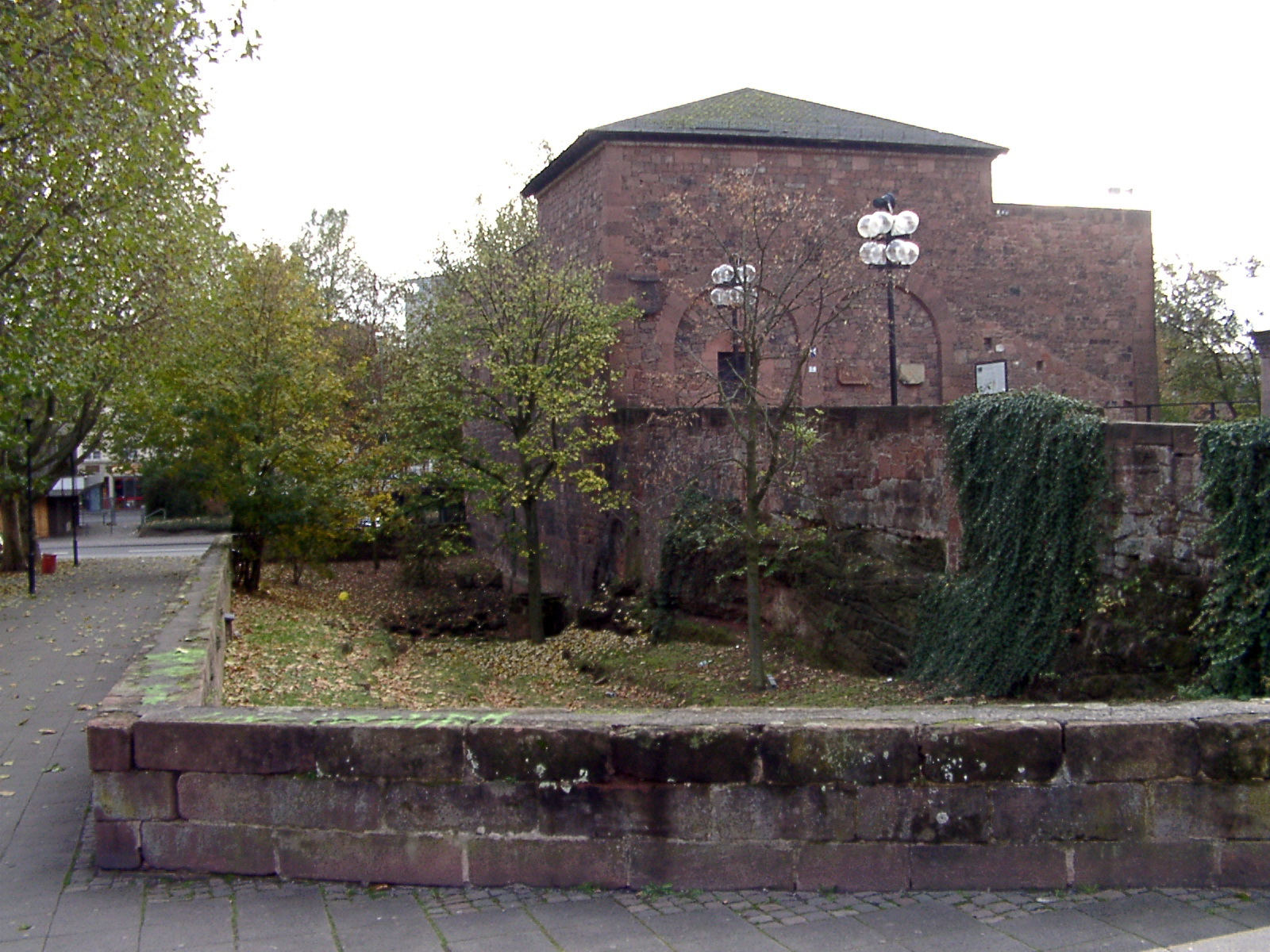
Heutige Ansicht des Johann-Casimir-Schlosses von Norden

Pfalzgraf Johann Casimir ließ zwischen 1570 und 1580 in unmittelbarer Nachbarschaft zur Kaiserpfalz ein prächtiges Renaissanceschloss errichten. Seine Heidelberger Kanzlei konnte demnach in einzelnen Schreiben die alte Reichsstadt sogar als CasimirsLautern bezeichnen als Ausdruck landes- und kurfürstlichen Selbstbewusstseins (Volker Press). Kaiserpfalz und Schloss wurden sowohl 1635, als kaiserliche Truppen des Generalfeldzugmeisters Melchior von Hatzfeld die Stadt stürmten und teilweise einäscherten, als auch 1688 im Pfälzischen Erbfolgekrieg durch französische Truppen stark beschädigt. 1703 setzten die Franzosen das Schloss in Brand und sprengten es schließlich.
1714 ließ Kurfürst Johann Wilhelm die Überreste der Kaiserpfalz in einfacherer Form zu einem Jagdschloss ausbauen. Es diente als Verwaltungssitz, bis Truppen der Französischen Revolution es 1792 niederbrannten. In dem notdürftig wieder aufgebauten Schloss erhielt 1804 der Landschreiber Horn seinen Sitz. 1813 wurde die Anlage von der französischen Verwaltung versteigert, was später den teilweisen Abbruch und die massive Umgestaltung der Reste nach sich zog. 1820 wurde die Nordwestecke komplett abgerissen und dort das pfälzische Zentralgefängnis der königlich-bayerischen Regierung erbaut. Im Jahre 1842 wurde der südöstliche Abschnitt mit dem Schloss zur Privatbrauerei B. C. Waechter zur Kaiserburg ausgebaut.

### 20. und 21. Jahrhundert
Während der Zeit des Nationalsozialismus wurden 1934 die neueren Gebäude abgerissen. Die letzte wesentliche Veränderung an den Resten des Johann-Casimir-Schlosses erfolgte 1935.
Von 1959 bis 1964 liefen umfangreiche Ausgrabungs- und Restaurierungsarbeiten. Doch beim Bau des Kaiserslauterer Rathauses 1968 wurden Teile der Kaiserpfalz und des Schlosses unwiederbringlich zerstört. Die Grabungen, die im Zusammenhang mit dem Rathausbau durchgeführt wurden, sind bis heute nicht wissenschaftlich analysiert.
2010 und 2011 fanden Sondierungsgrabungen auf dem Areal der ehemaligen Kaiserpfalz statt.

## Anlage
Von der unter Denkmalschutz stehenden Anlage original erhalten sind heute nur noch Buckelquader aus Rotsandstein vom Fundament des Kaisersaals sowie spärliche Mauerwerksreste der etwa zwischen 1160 und 1215 erbauten Doppelkapelle der Burg. Die sichtbaren Mauerreihen befinden sich in der Südwestecke des Geländes. Eine Aufpflasterung im unteren Bereich des Rathausvorplatzes, die dem Grundriss des Saalbaus (28 m × 19 m) entspricht, ist ebenfalls zu sehen.
Bei Baumaßnahmen im Umfeld der Kaiserpfalz wurden weitere Mauerwerksreste und unterirdische Gänge freigelegt. Östlich neben dem (neueren) Casimirsaal sind deutliche Wegespuren zum vermuteten alten Eingang der Burg zu erkennen. Im Keller des Schlosses sind Mauerwerksreste sichtbar, welche spätsalischer Zeit zugeordnet und mit Barbarossas Vater, dem Herzog Friedrich dem Einäugigen, in Verbindung gebracht werden.
Die Reste der Burgruine sind frei zugänglich, lediglich der Casimirsaal und die unterirdischen Gänge können nur im Rahmen von Führungen besichtigt werden.

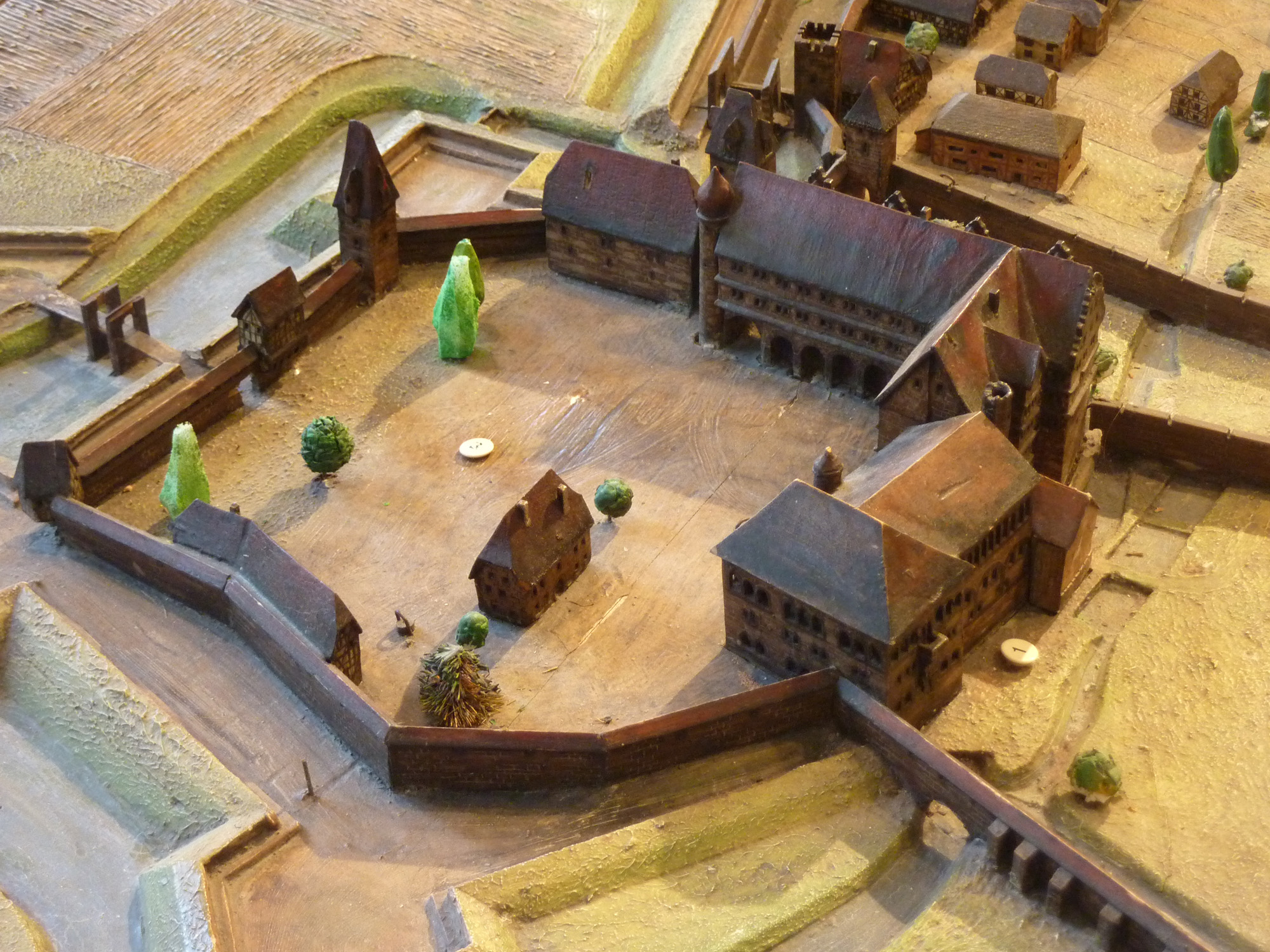
Modell der Pfalz (Zustand um 1620) aus Richtung Südwest
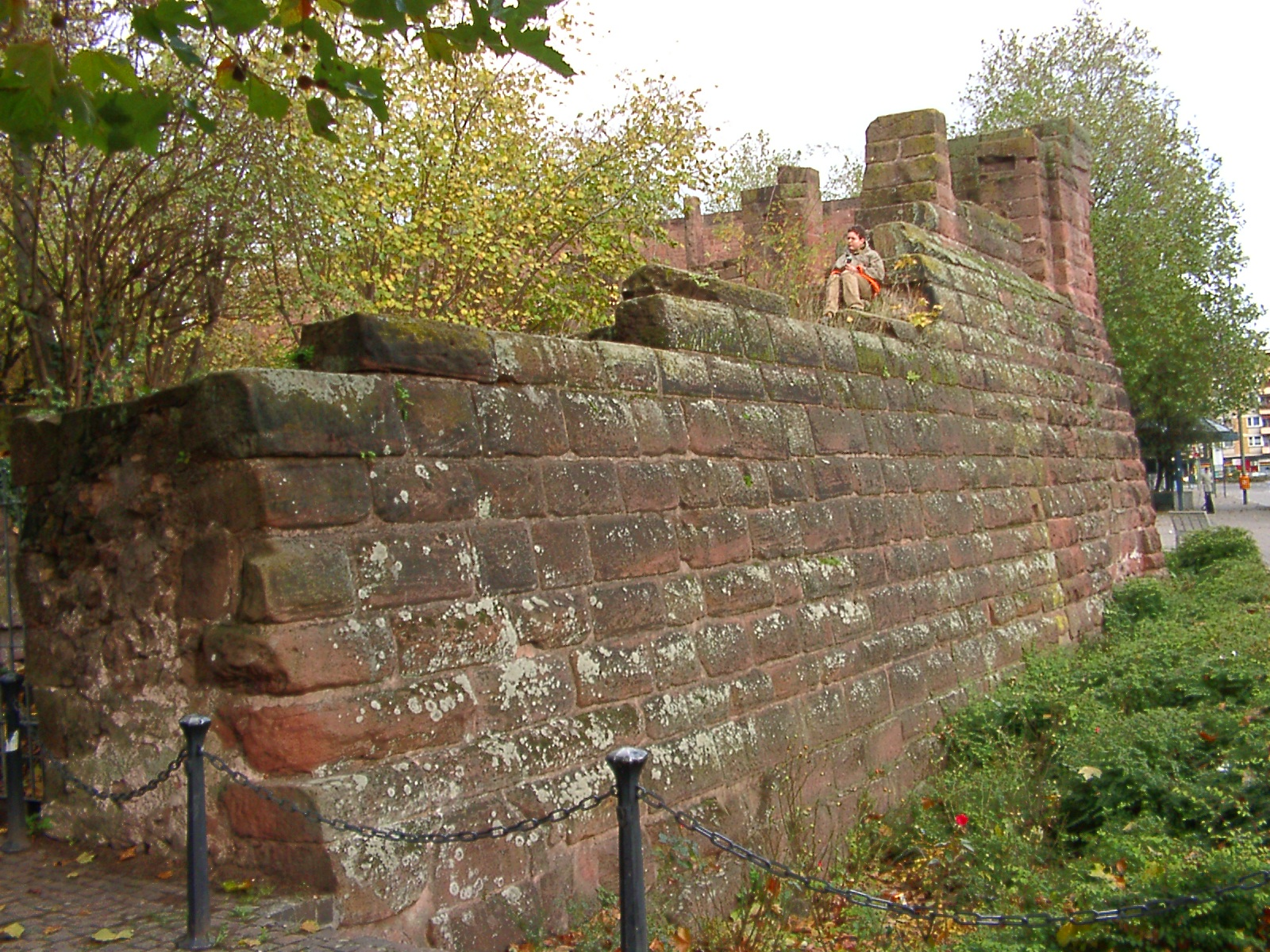
Buckelquader-Ummantelung an der Südseite
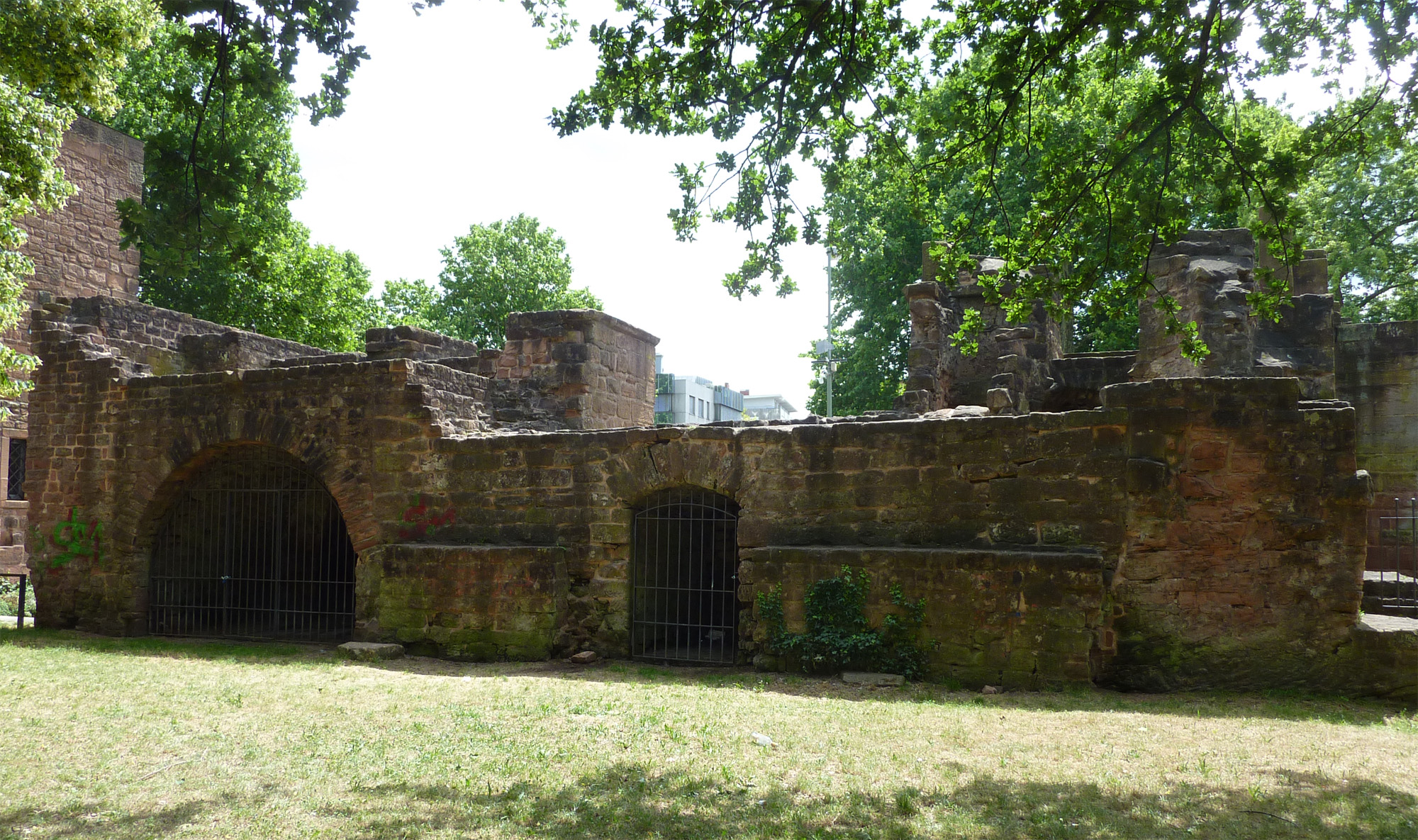
Nordseite
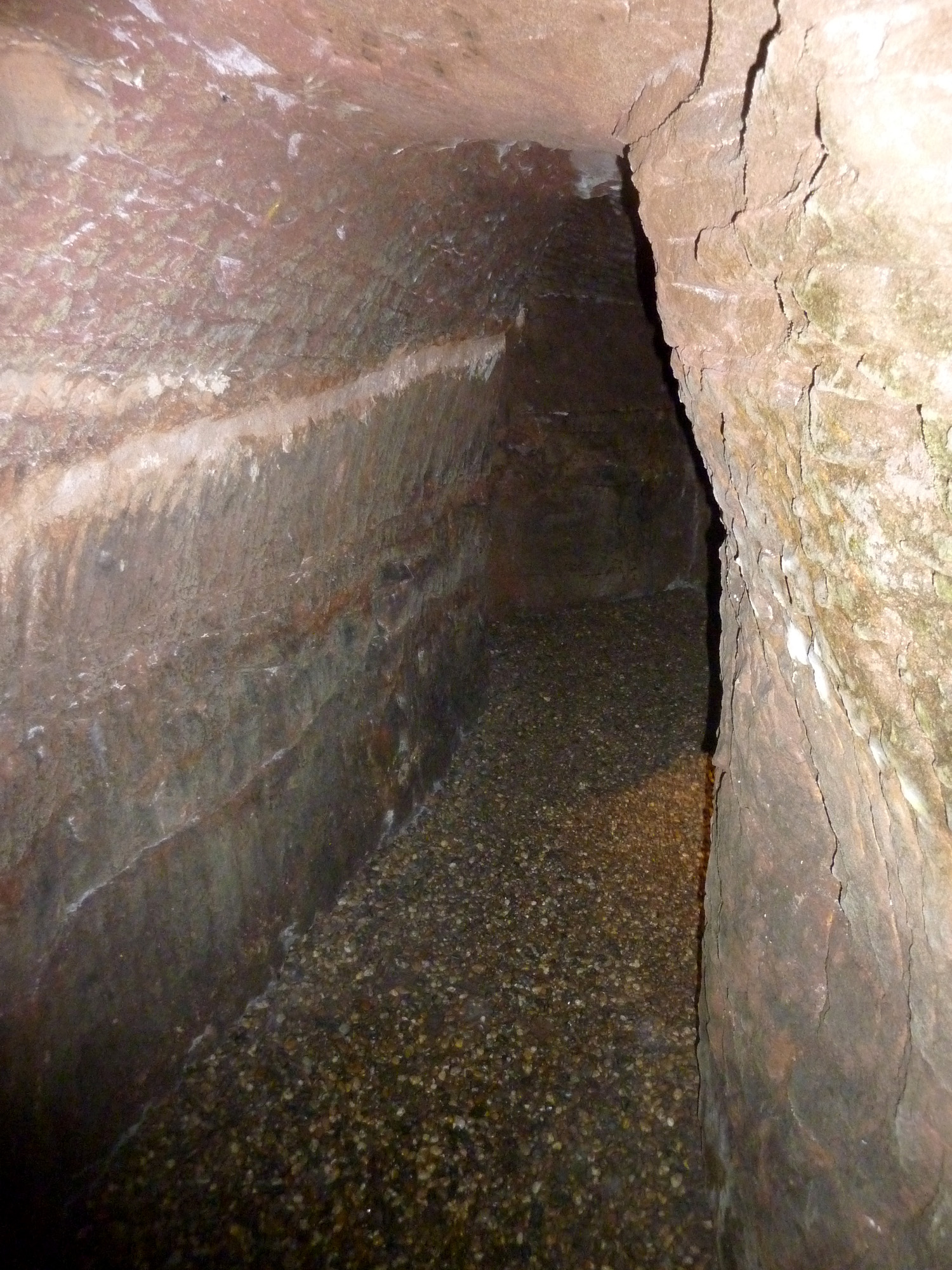
Unterirdischer Gang
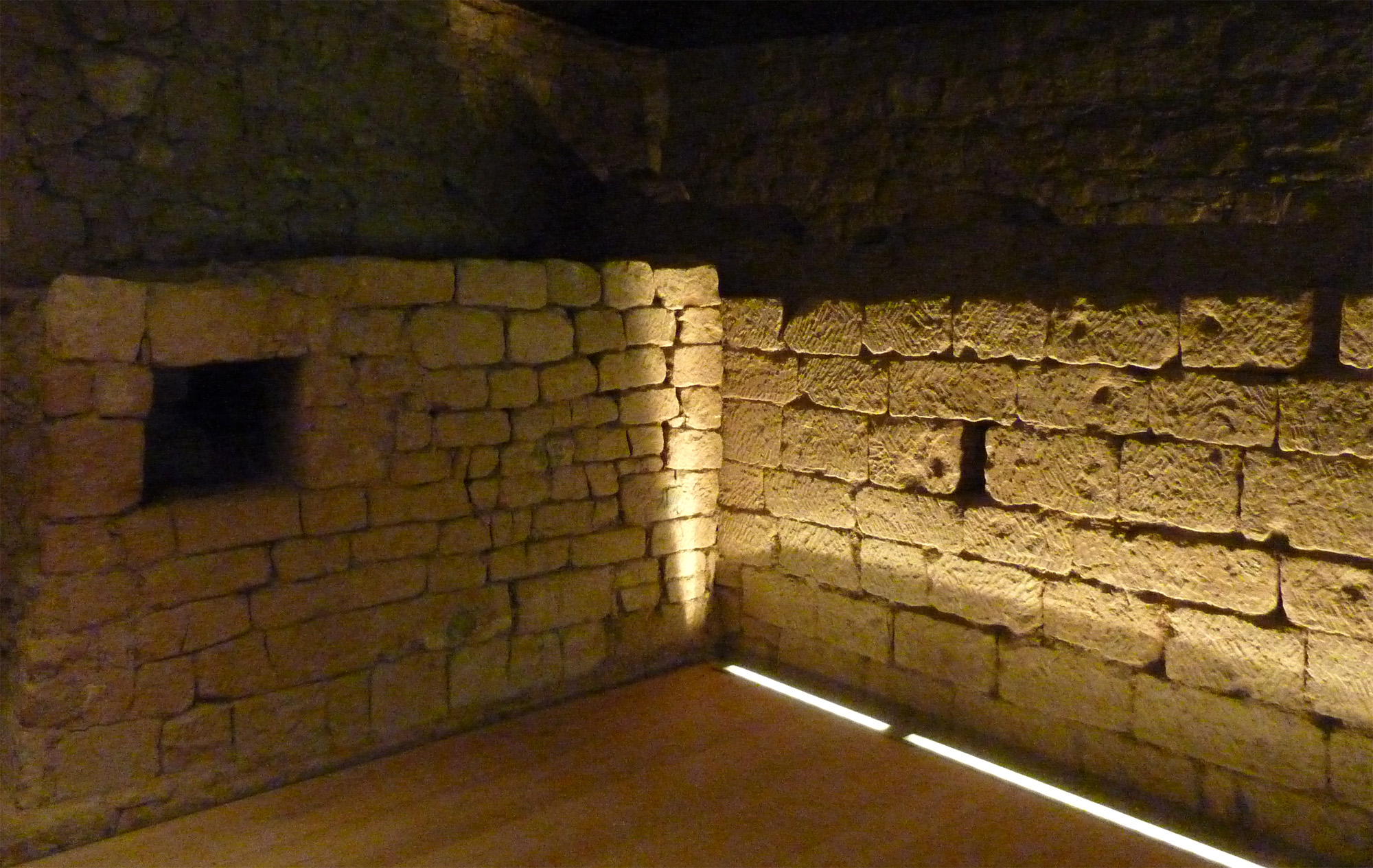
Keller

## Sagen
Um die Kaiserpfalz ranken sich verschiedene Sagen.

### Trauerzug durch die Stadt
Sonntagskindern erscheint angeblich jedes Jahr am 10. Juni, dem Todestag von Kaiser Barbarossa, um Mitternacht im Glanz des Mondscheins die prächtige Silhouette der Burg, wie sie einst dagestanden haben soll. Aus ihren Gräbern erheben sich die Ritter und Knappen, die unter Barbarossa dienten, und unternehmen auf alten Wegen durch die Stadt einen Trauerzug zu Ehren des großen Toten. Beim ersten Hahnenschrei verschwinden die Kaiserburg und das Gefolge wieder.

### Der schlafende Kaiser
Barbarossa soll nicht im Fluss Saleph ertrunken sein; er sei nur spurlos verschwunden gewesen, weil er lange Zeit „bei den Türken“ gefangen war. Eines Tages habe er sich mit List befreien können und sei unbemerkt in seine Burg in Lautern zurückgekehrt. Doch infolge einer Verfluchung durch die Türken dürfe er seine Burg erst wieder verlassen, wenn die Raben sie nicht mehr umkreisen.
Eines Tages nun begab sich der Ritter von der nahegelegenen Burg Beilstein aus Neugierde in die Gewölbe der Kaiserpfalz. Tief unten fand er den in einen purpurroten Mantel gekleideten Kaiser schlafend an einem Tisch sitzen. Der Kaiser erwachte und fragte den Besucher: „Sind die Raben fort?“ Als der Beilsteiner verneinte, senkte der Kaiser seinen Kopf und fiel wieder in Schlaf.